# Liber annalium iurium

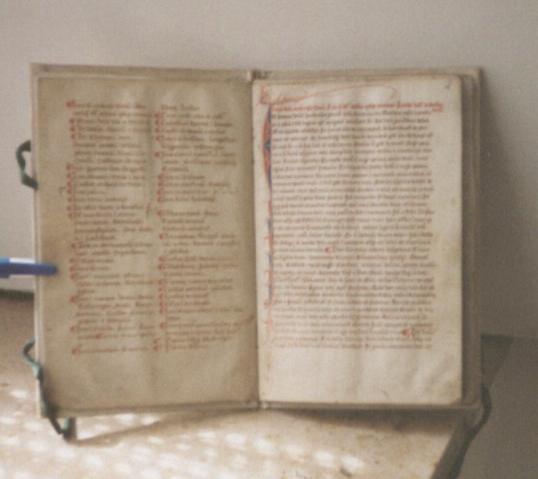
Liber annalium iurium, um 1220

Der Liber annalium iurium (eigentlich Liber annalium iurium archiepiscopi et ecclesie Treverensis) ist eine um 1220 fertiggestellte Bestandsaufnahme der Güter und Rechte des Erzbistums Trier. Er enthält ein Verzeichnis des Grundbesitzes, der jährlich anfallenden Abgaben und der von anderen Rechtstiteln herrührenden Einnahmen. Die Zusammenstellung wurde wohl bereits unter Erzbischof Johann I. († 1212) initiiert und unter seinem Nachfolger Theoderich II. von Wied abgeschlossen.
Das Werk ist eine der bedeutendsten hochmittelalterlichen Quellen für die Reichs-, Territorial- und Ortsgeschichte des Trierer Landes. In ihm sind erstmals die sieben trierischen Landesburgen erwähnt: Burg Arras, Burg Ehrenbreitstein, Burg Grimburg, Burg Manderscheid (Oberburg), Burg Neuerburg bei Wittlich, Burg Saarburg und die Burg Welschbillig.
Im 13. und frühen 14. Jahrhundert teilweise fortgeführt, ist der Liber annalium iurium auch einer der Vorläufer der verwaltungstechnischen Reformen des Trierer Erzbischofs Balduin von Luxemburg und dessen umfangreicher Urkundensammlung (Balduineen).
Siehe auch: Urbar

## Textausgabe
- Liber annalium iurium archiepiscopi et ecclesie Treverensis, in: Heinrich Beyer, Leopold Eltester, Adam Goerz (Bearb.): Urkundenbuch zur Geschichte der jetzt die Preussischen Provinzen Coblenz und Trier bildenden mittelrheinischen Territorien. Band 2: Vom Jahre 1169 bis 1212. Hölscher, Coblenz 1865, Nr. 15 S. 391–428.